# Yankee Speed
Yankee Speed è un film muto del 1924 diretto da Robert N. Bradbury.

## Trama
Il ricco petroliere José Vegas spedisce all'Ovest il figlio Richard, più interessato allo sport che al mondo degli affari. In Arizona, Richard si mette a lavorare nei campi petroliferi del padre. Lì vicino, si trova l'hacienda di Don Manuel. Costui si finge morto per vedere come si comporteranno i suoi eredi dopo la sua morte. E Richard scopre i maneggi di uno di questi, Garcia, per mettere le mani sull'eredità con la frode e l'inganno. Il suo comportamento onesto e coraggioso gli fa ottenere la mano di Marquita, la nipote di Don Manuel.

## Produzione
Il film fu prodotto dalla Sunset Productions.

## Distribuzione
Distribuito dalla Aywon Film, uscì nelle sale cinematografiche statunitensi il 1º luglio 1924. Copie complete della pellicola si trovano conservate negli archivi della Library of Congress di Washington.